# Литература Кении
Литература Кении — художественные произведения, созданные на территории Кении. История кенийской литературы берет свои истоки в XVII-XVIII веках, когда на северном побережье страны возникли первые письменные памятники. Она имеет глубокую историю: фольклор разных населяющих страну народов стал основой для развития художественного слова. Началом XVIII века датируется первое известное письменное произведение — «Книга об Ираклии», написанное на суахили. Другие известные литературные произведения той же эпохи также, как и «Книга об Ираклии», относятся к жанру утенди (поэма-деяние).
Современные писатели публикуются, в основном, на английском языке и суахили. Это связано с особенностями языковой политики, в рамках которой в образовательной сфере Кении главенствующую роль играет английский язык, второстепенным является суахили, а десятки других языков, на которых говорят в стране, считаются слишком малыми, чтобы было экономически целесообразно заниматься издательством книг на них. Суахилиязычная кенийская литература является недостаточно исследованной по сравнению с суахилиязычной литературой Танзании, где в связи с приходом к власти президента Джулиуса Ньерере началась интенсивная политика суахилизации. Однако многие выдающиеся авторы суахилийской литературы проживали именно на территории Кении, в таких городах как Момбаса, Ламу и Малинди. В XX веке, в связи с колонизацией, англоязычная поэзия и проза стала преобладать над литературой на суахили.

## Традиционные суахилийские жанры
Традиционные суахилийские жанры возникли на основе народного искусства нгома, главными компонентами которого являлись ритм (создаваемый барабаном), танец и песенный текст. Со временем бродячие певцы (маленга) дополняли тексты песен импровизацией, становясь профессиональными авторами. Основными формами возникшей из нгома поэзии являются тенди (поэмы) и машаири (стихи), относящиеся к народно-песенной традиции и исполняющиеся под аккомпанемент музыкальных инструментов. Также существуют такие жанры как тумбуизо (долгие серенады) и ньимбо (песни). Суахили в Кении используется в основном в кругах интеллигенции. Суахилиязычная поэзия разделяется на традиционалистское (отражающее традиции и классику) и условно «модернистское» направления. Кенийские поэты-традиционалисты следуют канонам традиционных жанров (восьмисложный и шестнадцатисложный размеры, рифма — вина, четырехстрочная строфа — убети), а также придерживаются этико-дидактической и политико-исторической тематики.

### Тумбуизо
Тумбуизо — долгие серенады, «танцевальные поэмы». Жанр является одним из древнейших. До наших дней произведения дошли в основном в рукописной форме. Предположительно, стихи этого жанра относятся к периоду, предшествующему развитию таких жанров как утенди и машаири, так как тексты написаны архаичным языком и в них отсутствует арабско-исламское влияние. Основным источником и примером жанра тумбуизо является произведение Nyimbo za Liyongo.

### Тенди
Тенди (или тензи) — объемные произведения преимущественно высокого стиля, сформировавшиеся примерно в XV в и создаваемые профессиональными поэтами. В единственном числе произведения этого жанра называются утенди (или утензи). Слово «утенди» происходит от основы tenda — «создавать». Произведения этого жанра по содержанию и форме сравнимы с эпическими произведениями других народов (например, героическими песнями, былинами и балладами). Авторы тенди часто опирались на арабские и персидские сюжеты, произведения являлись переложениями арабских религиозно-батальных текстов магази. Тенди имеет характерное построение: строфа-убети состоит из четырех строк-мистари, каждая из которых содержит восемь слогов-мизани. Последние слоги трех первых строк одинаковы, образуют рифму; последний слог четвертой строки (кикомо) отличается от них. Величина тенди составляет от 300 до 1000 и более строф. Как правило тенди существовали в письменной форме и относились к элитарной суахилийской литературе, однако имела место и устная форма — сокращенные произведения исполняли бродячие певцы-маленга. В последующие века тенди сохранили свою традиционную форму, несмотря на то, что сюжеты изменились и стали связаны с современной историей Африки.

### Машаири
Машаири — произведения более низкого стиля, возникшие в XVII–XVIII вв. как поэзия «среднего класса» суахилийских городов. Машаири отличались светской, злободневной тематикой, описанием повседневности. Автором машаири мог быть любой образованный житель суахилийского города, обычно принадлежавший к среднему сословию (waungwana). Многие выдающиеся авторы жанра относились именно к этому сословию, например уроженец Момбасы Муяка бин Хаджи аль-Гассани. Машаири имеет следующее строение: шестнадцатисложная строка-мстари состоит из двух восьмисложных отрезков — випанде (vipande). Восьмые слоги в трех випанде рифмуются между собой, так же как и шестнадцатые. Четыре строки-мистари образуют строфу-убети.

## Литераторы Кении

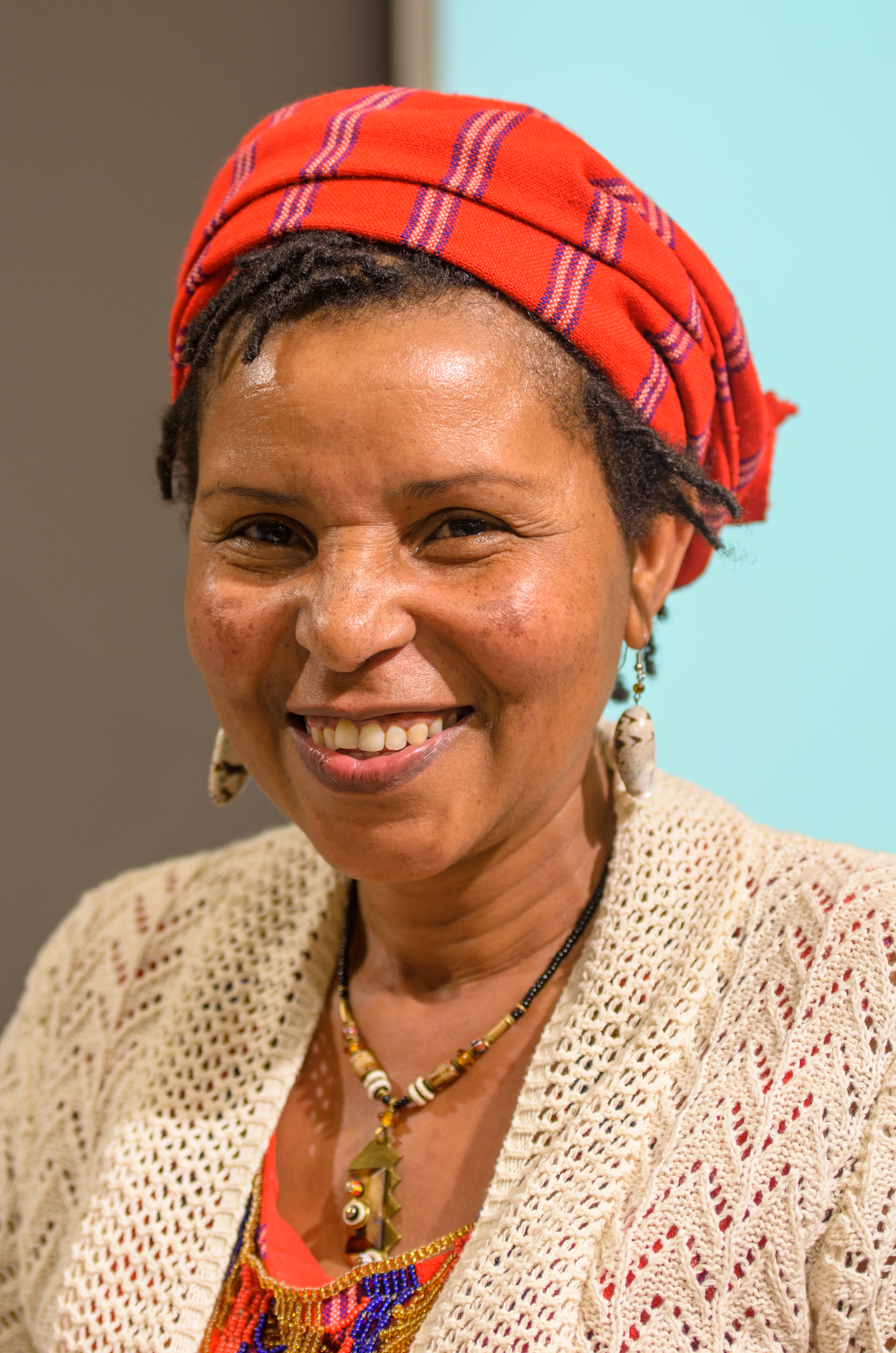
Кенийская поэтесса Фило Иконья, президент ПЕН-клуба Кении

### XIX век
В XIX веке литературу Кении представляли такие поэты как Муйяка бен Хаджи аль-Гассани и Мване Купона — первая известная кенийская поэтесса, автор «Утенди Мване Купона», написанного в 1858 году.

### XX и XXI век

#### Суахилиязычные авторы
Авторами XX века являются уроженцы Ламу поэтесса Амина Абубакар Шейх, повествующая о различных жизненных проблемах и отношении человека к религии, и Мохамед Киджумва, создатель «Утенди о Лионго Фумо». Лионго Фумо является знаменитым героем суахилийского эпоса, преимущественно относящегося к Северной Кении. Еще один уроженец Ламу, Ахмед Шейх Набахани, автор-традиционалист, знаменитый своими религиозно-дидактическими тенди на тему религии (например «Размышления о религии», Mwangaza wa Dini, 1976). Набахани сотрудничал с радиостанциями, принимал заказы на написание стихов по случаю значимых событий и приобрел звание «отца суахилийской поэзии» и «хранителя языка суахили».
Выдающимся классиком кенийской суахилиязычной поэзии постколониального периода является Абдилатиф Абдалла. Первый и единственный сборник его стихов «Сдавленный голос» был написан поэтом в 1973 году в тюрьме, где тот был заключен по подозрению в антиправительственной деятельности. В стихах, так или иначе связанных с конкретными ситуациями, отражена философская, любовная и политическая тематика. Историческая тематика встречается в стихотворении «Африка — наша мать» (Mamaetu Afrika), где поэт описывает негативное иноземное влияние на страну, рабство, освободительную борьбу и обретение независимости.
В 1980-х годах в Кении появляются авторы, придерживающиеся модернистской тенденции и создающие «новую» поэзию на суахили, одним из их представителей является кенийский поэт Аламин Мазруи. Его произведения непохожи как на традиционные жанры суахилиязычной литературы, так и на современные произведения, а также имеют разнообразную тематику — от философской до политической. Еще одним представителем «новой» кенийской поэзии является Китака ва Мбериа, преподаватель суахили, заведующий кафедрой лингвистики в университете Найроби, экспериментирующий с формой стиха.

#### Англоязычные авторы
Кенийские англоязычные поэты демонстрируют преемственность традиций, оставляя ключевыми социально-политическую и философски-лирическую тематику. В произведениях появляется большая метафоричность и новые художественные средства. Среди авторов  60—70-х годов XX века особенно выделяются поэтесса Мисере Гитхэ Муго, отражающая в своих произведениях социально-политическую тематику («Дочь моего народа, пой!») и лирик Джаред Ангира, автор философски-лирической поэзии.
В 90-е годы XX века в кенийскую англоязычную поэзию приходит новое поколение авторов, чье творчество знаменует изменения и подъем в кенийской литературе, связанный с последующим печатным бумом в стране. В 2000 году в найробийском издательстве «East African Educational Publishers» выходит антология «Эхо в долине» из серии «Африканские поэты». Творчество поэтесс Иды Макоха-Накхайо и  Каролин Ндериту отличается оптимизмом и простотой, новыми для философской лирики. О негативных последствиях колонизации пишут поэты Нельсон Алусала и Очиенг Орвенджо, в стихотворениях которых отражается преемственность с произведениями 60—70-х годов. Автором обличительной поэзии этого периода является Эрик Мванги.
Среди живущих и пишущих в наши дни кенийских писателей немало тех, кто известен не только внутри страны, но и за её пределами. Целый ряд из них заслужили международное признание, получив престижные премии в области литературы. Премию «Лотос» в 1978 году получил Меджа Мванги. Лауреатами премии Кейна становились сразу три кенийских писателя: в 2002 году — Биньяванга Вайнайна; в 2003 — Ивонн Адхиамбо Овур и в 2014 — Оквири Одуор. Среди шортлистеров в разные годы были также Мукома ва Нгуги, Лили Мабура, Парселело Кантаи и Мутхони Гарланд. Премию писателей содружества получали Эм. Джи. Вассанджи и Маргарет Огола.
В созданном журналом «Ист Эфрикан» рейтинге 25 ведущих писателей Африки Кению представляет Нгуги Ва Тхионго. Раннее творчество писателя посвящено истории Кении —  «На разных берегах» (1965), «Не плачь, дитя», «Пшеничное зерно» (1967).
Также среди известных кенийских литераторов стоит отметить таких писателей, как Грейс Огот, Фило Иконья, Муга Гикару и ряд других.

### Переводившиеся на русский язык
На русский язык переводились произведения следующих авторов: Нгуги Ва Тхионго, Меджа Мванги (иногда использовал псевдоним Дэвид Дучи), Грейс Огот, Дэвид Мулва, Хилари Нгвено, Фрэнк Саизи, Мичере Муго, Мичере Муго и т.д.

## Литературные журналы
В Кении выходит основанный Биньявангой Вайнайной литературный журнал «Kwani?». В 1967 году студентами университета Найроби был основан литературный журнал «Busara», что на суахили означает «мудрость». Сначала он назывался «Nexus», однако в 1969 году сменил название.

## Литературная премия
За лучшие литературные произведения, написанные на английском языке и на суахили, вручается кенийская национальная Литературная премия имени Джомо Кениаты, названная в честь первого премьер-министра и президента.